# Sensek
Sensek ókori egyiptomi uralkodó volt a második átmeneti korban; valószínűleg a XIV. dinasztiához tartozott, és Alsó-Egyiptom egy része fölött uralkodott valamikor az i. e. 17. században. Ez azt jelenti, hogy Avariszból uralta a Nílus-delta keleti és talán a nyugati részét is. Személyazonossága, valamint helye a kronológiában bizonytalan.

## Említései
Sensek egyetlen szkarabeuszról ismert, melyet Avariszban (ma Tell el-Dab'a) fedezett fel Manfred Bietak. A szkarabeusz ma a kairói Egyiptomi Múzeumban található (katalógusszám TD-6160[50]).

## Személyazonossága
A XIV. dinasztia uralkodóinak azonosításához az elsődleges történelmi forrásunk a XIX. dinasztia idején összeállított torinói királylista. Sensek helyét a listán nehéz azonosítani, mert az egyiptomi királyok öt neve közül a torinói papiruszon csak az uralkodói név szerepel, Senseknek pedig csak a személyneve maradt fenn. Bár Darrell Baker és Kim Ryholt valószínűnek tartják, hogy Sensek szerepel a listán, addig nem lehet tudni, hogy melyik, a listán említett királlyal azonos, amíg elő nem kerül egy lelet, melyen személyneve és uralkodói neve is szerepel.
A pecsét felfedezése után Bietak azzal a feltételezéssel állt elő, hogy Sensek neve Maaibré Sesi nevének egy változata. Sesi helye a kronológiában némileg bizonytalan, de lehetséges, hogy a XIV. dinasztiához tartozott. Baker és Ryholt nem ért egyet ezzel. A második átmeneti kori szkarabeuszok stilisztikai alapon történt vizsgálata alapján Ryholt felvetette, hogy Sensek Neheszi és Jakubher között uralkodhatott.

## Fordítás
- Ez a szócikk részben vagy egészben  a   Shenshek című angol Wikipédia-szócikk ezen változatának fordításán alapul.  Az eredeti cikk szerkesztőit annak laptörténete sorolja fel. Ez a jelzés csupán a megfogalmazás eredetét és a szerzői jogokat jelzi, nem szolgál a cikkben szereplő információk forrásmegjelöléseként.